# Damara-Graumull
Der Damara- oder Damaraland-Graumull (Fukomys damarensis, Syn.: Cryptomys damarensis) ist eine mittelgroße Art der Graumulle (Fukomys) innerhalb der Sandgräber (Bathyergidae). Wie andere Graumulle ist sie an eine unterirdische und grabende Lebensweise angepasst. Die Art ist im südlichen Afrika von Namibia und Angola bis in den Nordwesten von Südafrika verbreitet.

## Merkmale

### Allgemeine Merkmale
Der Damara-Graumull erreicht eine Kopf-Rumpf-Länge von 15,5 bis 17,8 Zentimeter bei einem Gewicht von 115 bis 210 Gramm, der Schwanz ist mit 2,1 bis 2,4 Zentimetern Länge sehr kurz. Die Männchen sind im Durchschnitt etwas größer und schwerer als die Weibchen. Dabei konnte anhand von Wachstumsmodellen nachgewiesen werden, dass der Größenunterschied auf einer erhöhten Wachstumsrate der Männchen über die gesamte Entwicklungszeit resultiert und nicht aus einer unterschiedlichen Wachstumsdauer oder Zeitraum des Wachstums.
Die mittelgroße Art besitzt einen zylindrischen Körper mit abgestumpfter Schnauze, kurzen Beinen und kurzem Schwanz. Das Fell ist kurz und dick, einzelne Fühlhaare (Vibrissen) ragen aus diesem vor allem im Kopfbereich hinaus. Die Tiere haben eine glänzende beige oder dunkelbraune bis braun-schwarze Färbung mit einer auffälligen weißen Zeichnung auf der Kopfoberseite, die einzelne Sprenkel in der Fellfarbe beinhalten kann. Ein heller Bauchstreifen kann vorhanden sein. Innerhalb einer Kolonie können nur eine oder beide Farbmorphen auftreten. Dabei sind die Tiere in den südlichen Bereichen eher dunkel bis schwarz, die in Namibia eher beige. Der Kopf ist abgestumpft, die vorderen Nagezähne sind ungefurcht und ragen über die Lippen hinaus, damit sind sie von außen auch bei geschlossenem Mund sichtbar. Die Augen sind sehr klein, äußere Ohren fehlen. Die Vorder- und Hinterfüße sind unbehaart und rosafarben. Der Schwanz ist sehr kurz und erreicht maximal 18 % der Kopf-Rumpf-Länge, er ist nackt und mit einzelnen harten Fühlborsten bedeckt. Die Weibchen besitzen zwei Paar Zitzen im Brust- und eines im Lendenbereich, insgesamt also sechs Zitzen.
Der Chromosomensatz besteht aus 2n = 74 oder 78 (FN=92) Chromosomen.

### Merkmale des Schädels
Der Schädel ist breit und dorso-ventral abgeflacht. Er besitzt einen deutlichen Scheitelkamm, und die Jochbögen sind weit nach außen gebogen. Das Infraorbitalfenster (Foramen infraorbitale) ist vergleichsweise klein und tränenförmig.

### Unterschiede zu verwandten Arten
Vom nahe verwandten Mashona-Graumull (Fukomys darlingii) in Simbabwe und Mosambik unterscheidet sich der Damara-Graumull durch die etwas dunklere Färbung und die größere durchschnittliche Größe, zudem durch genetische Merkmale wie der höheren Chromosomenzahl. Auch der Afrikanische Graumull (Cryptomys hottentotus), der in Südafrika sympatrisch mit dem Damara-Graumull vorkommt, ist im Durchschnitt etwas kleiner. Er hat eine graue Färbung und ebenfalls eine geringere Chromosomenzahl.

## Verbreitung
Der Damara-Graumull ist im südlichen Afrika vom Süden von Namibia, Sambia und Angola über den größten Teil von Botswana und den Westen von Simbabwe bis in den Nordwesten von Südafrika verbreitet. Die Lebensräume umfassen die Trockengebiete um Dordabis und Rheoboth in Namibia, die Kalaharigebiete in Südafrika und auch die Sumpfgebiete am Okavango in Botswana.

## Lebensweise

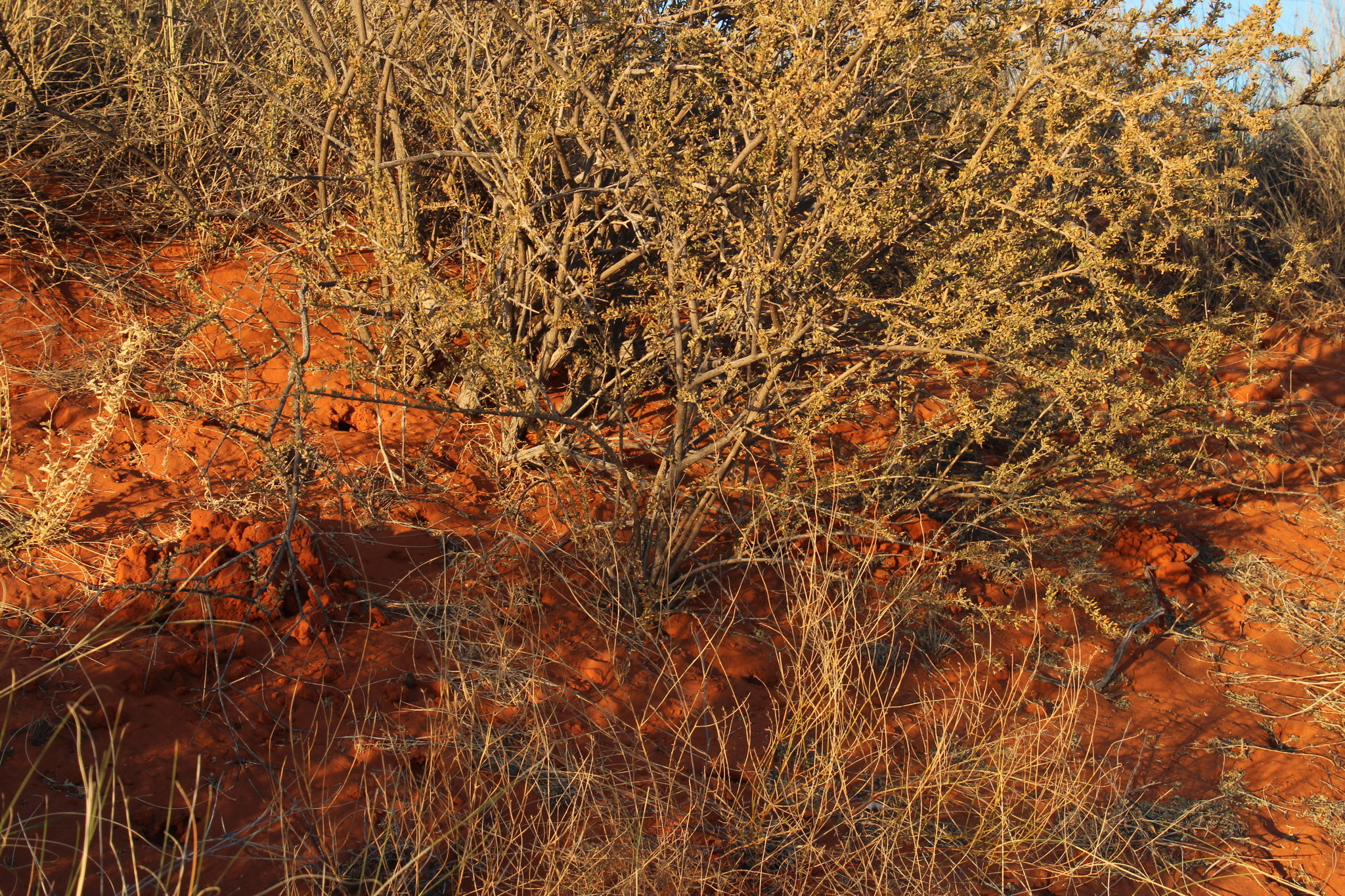
Lebensraum im Kgalagadi-Transfrontier-Nationalpark in Südafrika

Die Lebensräume befinden sich typischerweise in offenen und sandigen Halbwüstenflächen und in den Arenosolen der Kalahari mit Dornengebüschen, Savannen- und Grasvegetation. Diese Gebiete sind in der Regel sehr trocken mit jährlichen Niederschlagsmengen von 200 bis 400 Millimeter, die Boden- und Bautemperaturen reichen von 30 °C im Sommer bis 19 °C im Winter. Wie andere Graumulle lebt auch diese Art weitgehend unterirdisch in Kolonien mit zwei bis 14 Tieren. Sie graben Baue im Bereich der Vegetation und ernähren sich herbivor von verdickten Wurzeln, Knollen und anderen Pflanzenteilen. Die Tiere haben einen regelmäßigen zircadianen Tagesrhythmus und graben vor allem nach Regenfällen. Innerhalb der Kolonie ist nur ein Paar aus einem, manchmal zwei Männchen und einem Weibchen paarungsfähig und sexuell aktiv, die restlichen Individuen stammen aus mehreren Generationen und sind nicht reproduktionsfähig. Sie übernehmen den Bau der Gänge, die Nahrungssuche und die Verteidigung der Kolonie. Die Tiere gelten als eusozial. Wie beim Nacktmull wird die Fortpflanzungsfähigkeit der Weibchen durch das sexuell aktive Weibchen aktiv unterdrückt. Einzelne Tiere und nicht-reproduktive Koloniemitglieder verteilen sich und legen neue Baue an. Der Aktivitätsradius der Tiere beträgt einen bis drei Hektar.
Eine feste Paarungs- und Fortpflanzungszeit gibt es nicht, Jungtiere können über das gesamte Jahr geboren werden. Das dominante Weibchen bekommt bis zu drei Mal im Jahr Nachkommen. Die Tragzeit beträgt etwa 78 bis 92 Tage, und die typische Wurfgröße besteht aus einem bis drei Jungtieren. Das Geschlechterverhältnis der Jungtiere ist ausgeglichen oder etwas zugunsten der Männchen verschoben. Die Jungtiere sind bei der Geburt nackt.

## Systematik
Der Damara-Graumull wird als eigenständige Art innerhalb der Gattung der Graumulle (Fukomys) eingeordnet, die aus zehn bis vierzehn Arten besteht. Die wissenschaftliche Erstbeschreibung stammt von William Ogilby aus dem Jahr 1838 als Bathyergus damarensis und erfolgte anhand von Individuen aus der Region des damaligen Damaraland in Namibia. Taxonomische Synonyme der Art sind Georychus lugadi de Winton 1998, Georychus micklemi Chubb 1909 und Cryptomuys ovamboensis Roberts 1946. Der Damara-Graumull wurde 1953 von John Ellerman dem Afrikanischen Graumull (Cryptomys hottentotus) als Unterart zugeschlagen, seit den 1990ern und spätestens seit Mitte der 2000er Jahre aufgrund genetischer und morphologischer Merkmale jedoch wieder als eigenständige Art betrachtet. 2006 wurde die Gattung Cryptomys anhand von molekularbiologischen Merkmalen in zwei Gattung aufgetrennt, der Damara-Graumull wurde dabei mit den meisten anderen Arten der neuen Gattung Fukomys zugeteilt, die Aufspaltung wird jedoch nicht allgemein angenommen.
Innerhalb der Art werden neben der Nominatform keine Unterarten unterschieden.

## Status, Bedrohung und Schutz
Der Damara-Graumull wird bei der International Union for Conservation of Nature and Natural Resources (IUCN) als „nicht gefährdet“ (least concern) eingestuft. Begründet wird dies mit dem häufigen Vorkommen und dem vergleichsweise großen Verbreitungsgebiet. Die Art kommt zudem in einigen geschützten Gebieten vor, und es gibt keine bestandsgefährdenden Risiken. In geeigneten Lebensräumen kann die Art sehr häufig vorkommen und teilweise bis zu 380 Tiere pro Quadratkilometer erreichen.

## Belege
1. 1 2 3 4 5 6 7 8 9 10 11  R. L. Honeycutt: Damara Mole-rat - Fukomys damarensis. In: Don E. Wilson, T.E. Lacher, Jr., Russell A. Mittermeier (Herausgeber): Handbook of the Mammals of the World: Lagomorphs and Rodents 1. (HMW, Band 6), Lynx Edicions, Barcelona 2016; S. 370. ISBN 978-84-941892-3-4.
2. ↑  Jack Thorley,  Tim H. Clutton-Brock: A unified-models analysis of the development of sexual size dimorphism in Damaraland mole-rats, Fukomys damarensis. Journal of Mammalogy 100 (4), 27. Juli 2019; S. 1374–1386. doi:10.1093/jmammal/gyz082
3. 1 2 3 4 5 6 7 8 9 10 11 12 13  Nigel C. Bennett: Cryptomys damarensis - Damaraland Mole-Rat (Mashona Mole-Rat) In: Jonathan Kingdon, David Happold, Michael Hoffmann, Thomas Butynski, Meredith Happold und Jan Kalina (Hrsg.): Mammals of Africa Volume III. Rodents, Hares and Rabbits. Bloomsbury, London 2013, S. 651–653; ISBN 978-1-4081-2253-2.
4. 1 2  Fukomys damarensis in der Roten Liste gefährdeter Arten der IUCN 2016.2. Eingestellt von: M.F. Child, S. Maree, 2008. Abgerufen am 8. Oktober 2017.
5. ↑  William Ogilby: On a collection of Mammalia procured by Captain Alexander during his journey into the country of the Damaras. Proceedings of the Zoological Society of London, 1838; S. 5–6. (Volltext)
6. 1 2  Colleen M. Ingram, Hynek Burda, Rodney L. Honeycutt: Molecular phylogenetics and taxonomy of the African mole-rats, genus Cryptomys and the new genus Coetomys Gray, 1864. Molecular Phylogenetics and Evolution 31 (3), 2004; S. 997–1014. doi:10.1016/j.ympev.2003.11.004
7. ↑  Dieter Kock, Colleen M. Ingram, Lawrence J. Frabotta, Rodney L. Honeycutt, Hynek Burda: On the nomenclature of Bathyergidae and Fukomys n. gen. (Mammalia: Rodentia). Zootaxa 1142, 2006; S. 51–55.
8. ↑  Cryptomys damarensis. In: Don E. Wilson, DeeAnn M. Reeder (Hrsg.): Mammal Species of the World. A taxonomic and geographic Reference. 2 Bände. 3. Auflage. Johns Hopkins University Press, Baltimore MD 2005, ISBN 0-8018-8221-4.
9. ↑  Nigel C. Bennett, Jennifer U.M. Jarvis: Cryptomys damarensis. Mammalian Species 756, 12. Dezember 2004; S. 1–5. ( Volltext (Memento vom 3. März 2016 im Internet Archive))